# پیریاپلیس
پیریاپلیس (به اسپانیایی: Piriápolis) شهری در کشور اروگوئه، استان مالدونادو است که جمعیت آن در سرشماری سال ۲۰۰۴ میلادی ۷٬۸۹۹ نفر بوده‌است.